# Distritos da Mongólia
Um 'sum' (em mongol:  сум, flecha, às vezes processada como soum ou - da forma russa - como somon, ou traduzido como distrito) é uma subdivisão administrativa de segundo nível da Mongólia. Os aimags da Mongólia estão divididos em 329 sums.
As províncias estão subdivididas em distritos (em mongol: soums, sooms ou sums). Existem atualmente 330 soums na Mongólia. O município de Ulan Bator se divide em nove distritos urbanos (em mongol:  düüreg, дүүрэг). No menor nível administrativo, a Mongólia está subdividida em bags (rural) e horoos (urbano).
Em média, cada sum administra um território de 4.200 km² com cerca de 5.000 habitantes, principalmente pastores nômades. Tem receita total de 120 milhões Tögrög, 90% dos quais provém de subsídios nacionais.
Cada sum é novamente subdividida em bags (às vezes processado como baghs). A maioria das bags é de natureza inteiramente virtual. Sua finalidade é classificar as famílias dos nômades na sum em grupos, sem um assentamento humano permanente.
Oficialmente e ocasionalmente nos mapas, muitos centros de sum têm um nome diferente daquele da sum. No entanto, na prática, o centro da sum é mais frequentemente referido sob o nome da sum, a ponto de o nome oficial do centro ser desconhecido até para os locais.

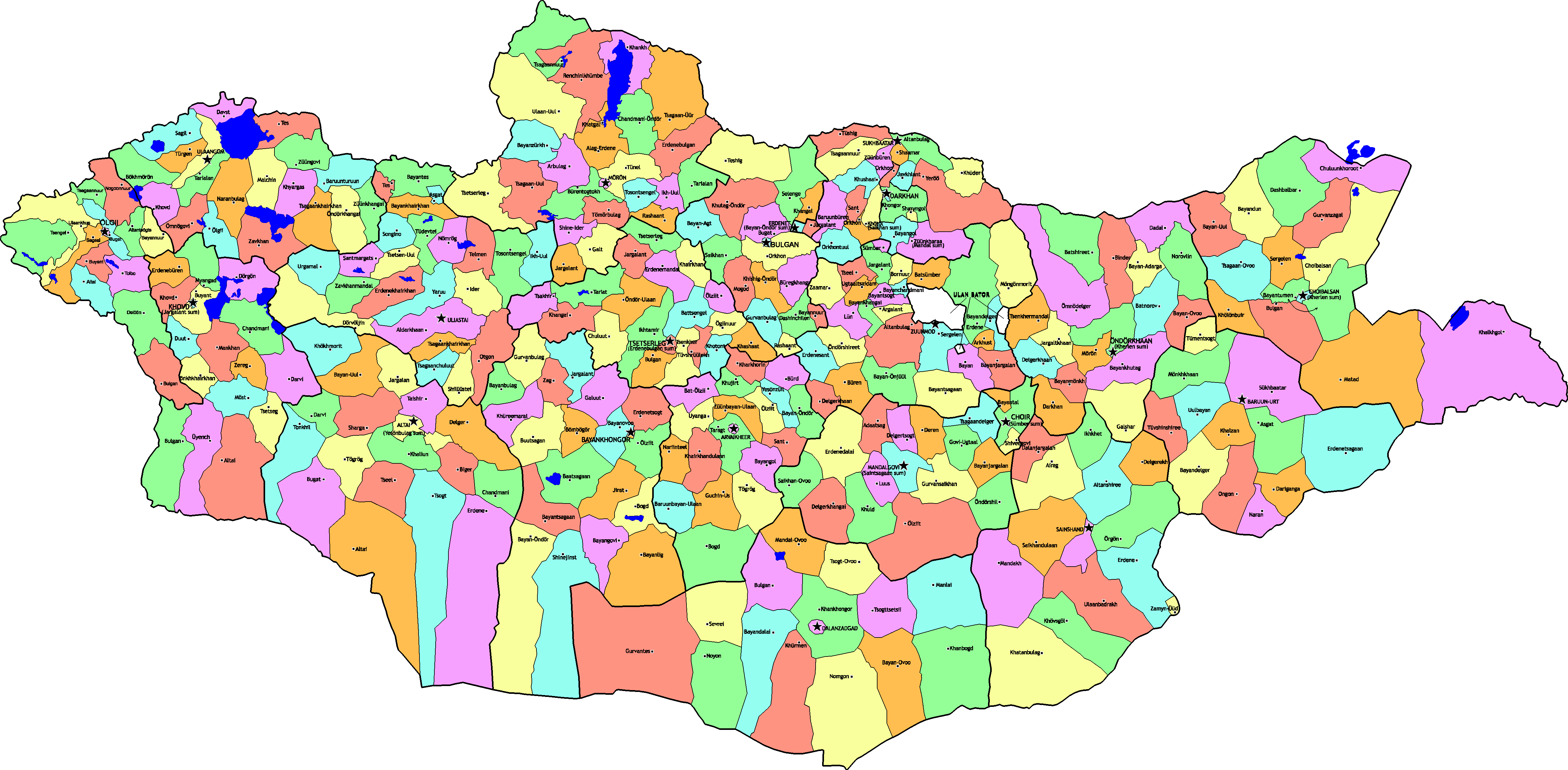
Mapa Sums da Mongólia

## Arhangai aimag

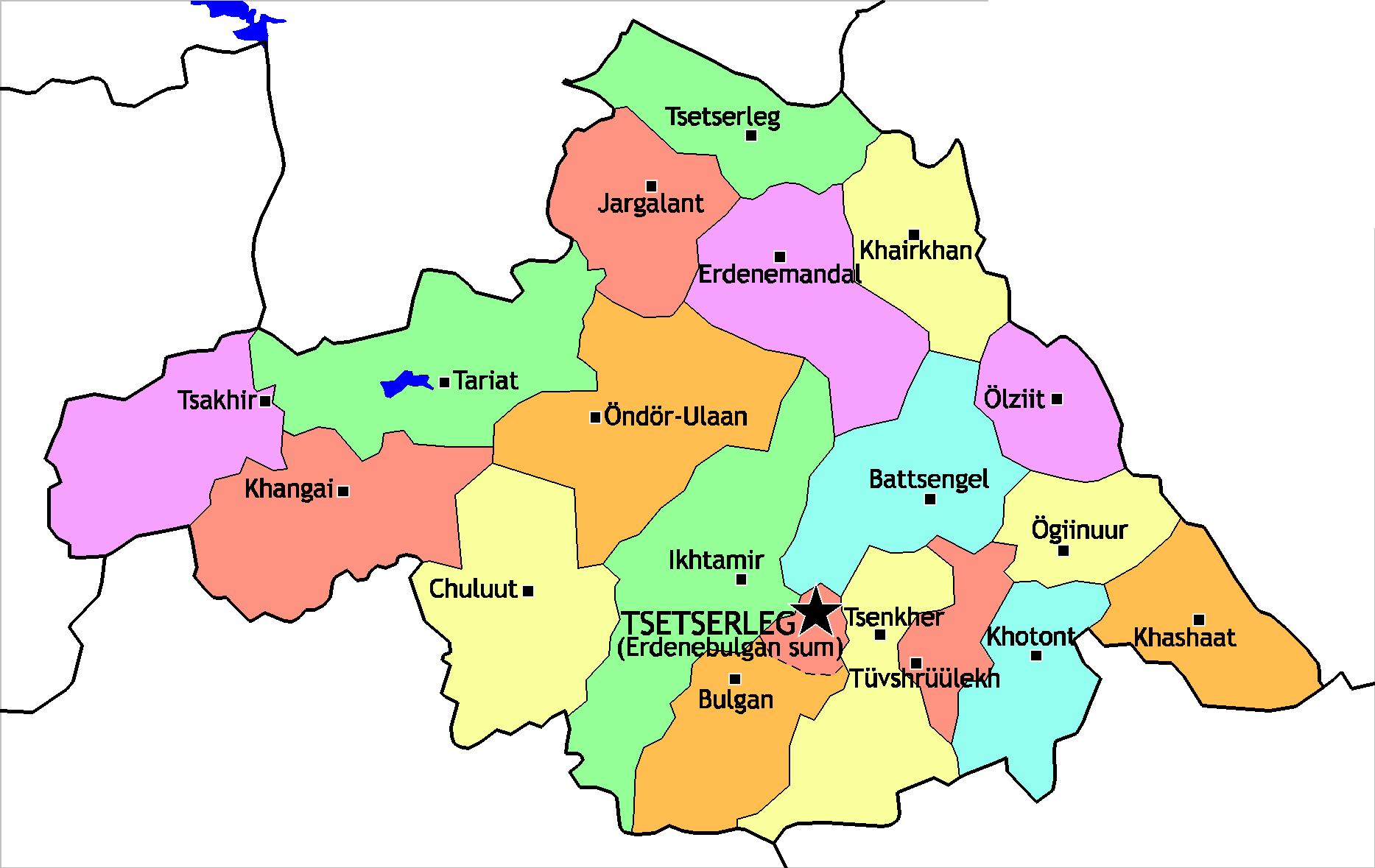
Sums de Arkhangai

| - Battsengel - Bulgan - Chuluut - Erdenebulgan - Erdenemandal - Ikh-Tamir - Jargalant - Khangai - Khashaat - Khairkhan | - Khotont - Ögii nuur - Ölziit - Öndör-Ulaan - Tariat - Tsakhir - Tsenkher - Tsetserleg - Tüvshrüülekh |

## Bayan-Ölgii aimag

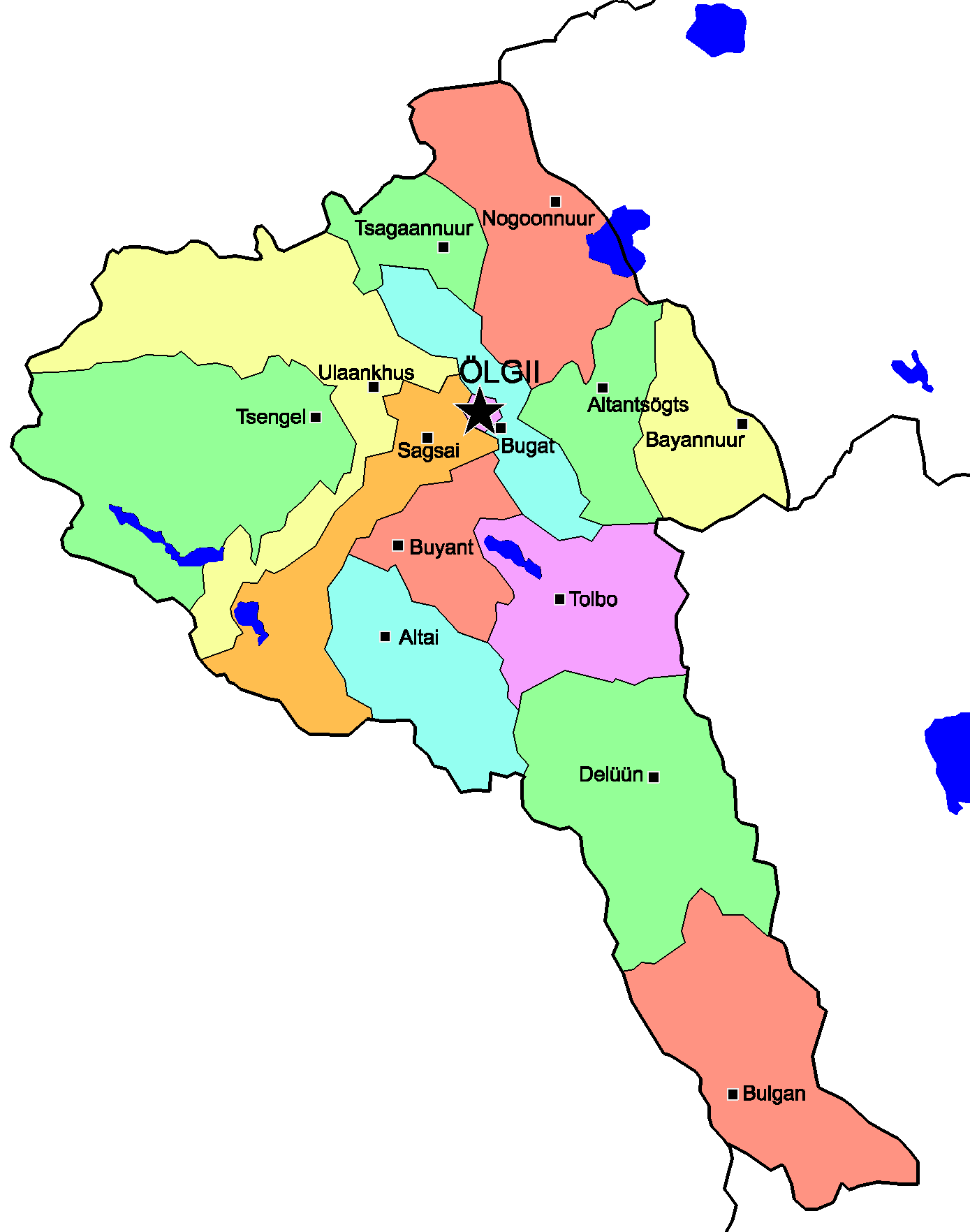
Sums de Bayan-Ölgii

| - Altantsögts - Altai - Bayannuur - Bugat - Bulgan - Buyant - Delüün | - Nogoonnuur - Ölgii - Sagsai - Tolbo - Tsagaannuur - Tsengel - Ulaankhus |

## Bayankhongor aimag

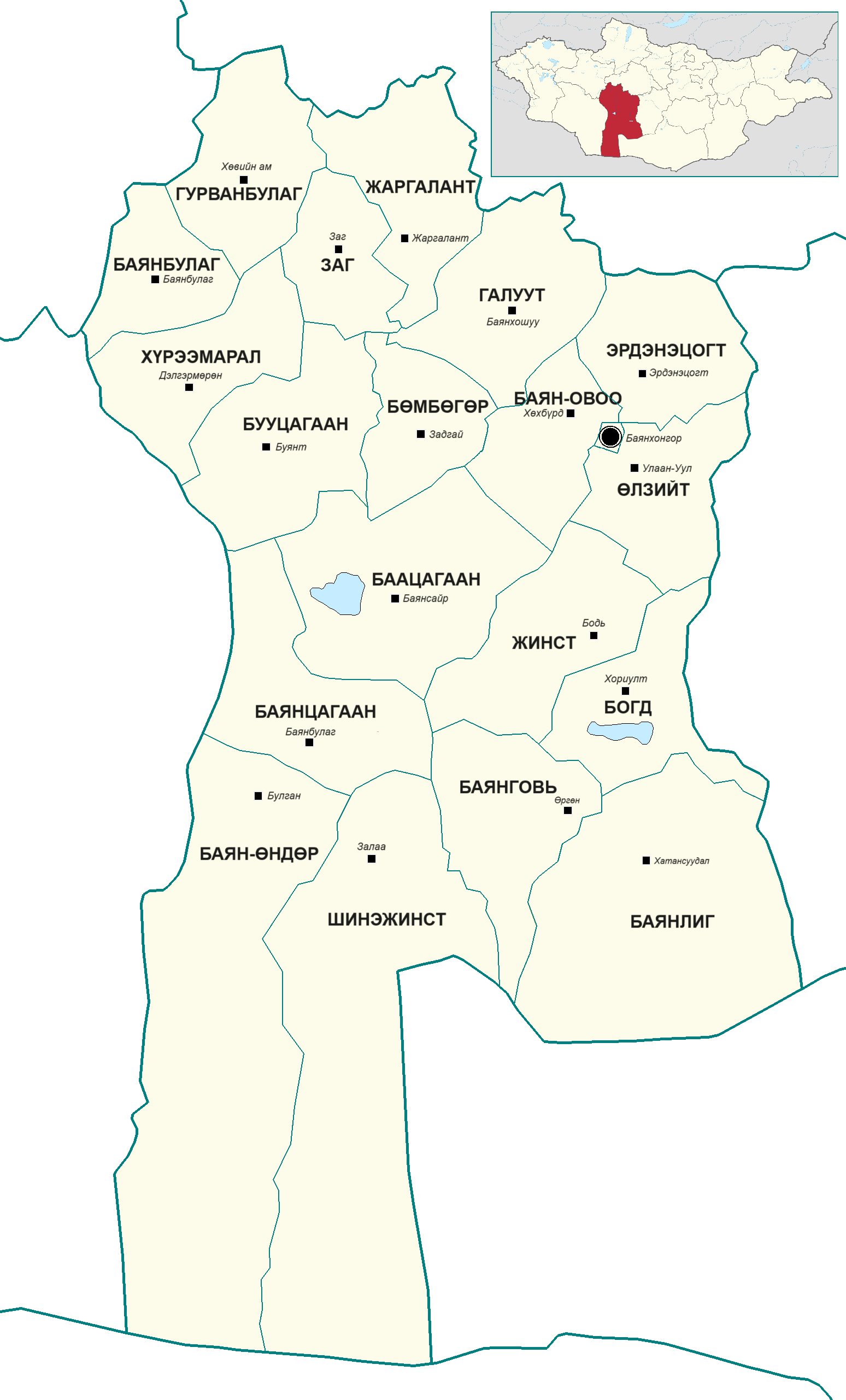
Sums de Bayankhongor

| - Baatsagaan - Bayan-Öndör - Bayan-Ovoo - Bayanbulag - Bayangovi - Bayanhongor - Bayanlig - Bayantsgaan - Bogd - Bömbögör | - Buutsagaan - Erdenetsogt - Galuut - Gurvanbulag - Khüreemaral - Jargalant - Jinst - Ölziit - Shinejinst - Zag |

## Bulgan aimag

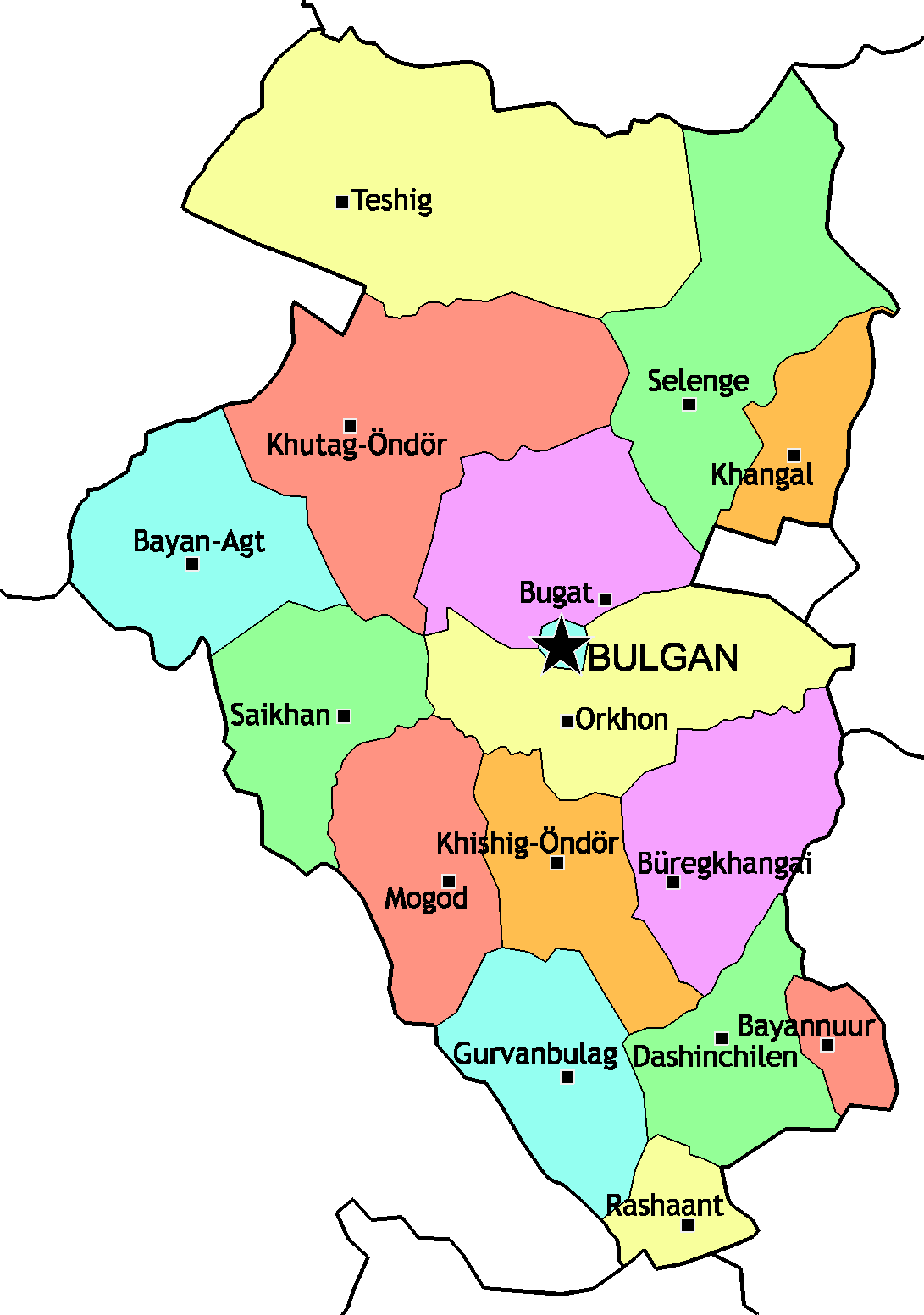
Sums de Bulgan

| - Bayan-Agt - Bayanuur - Bugat - Bulgan - Büregkhangai - Dashinchilen - Gurvanbulag - Khangal | - Khishig-Öndör - Khutag-Öndör - Mogod - Orkhon - Rashaant - Saikhan - Selenge - Teshig |

## Darkhan-Uul aimag

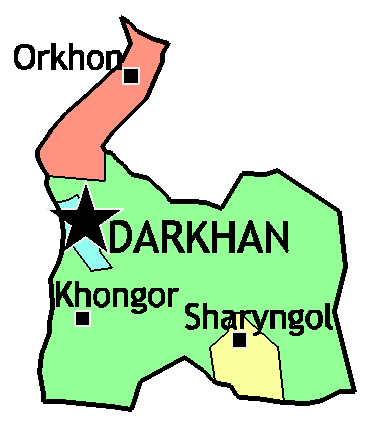
Sums de Darkhan-Uul

- Darhan
- Khongor
- Orkhon
- Sharyngol

## Dornod aimag

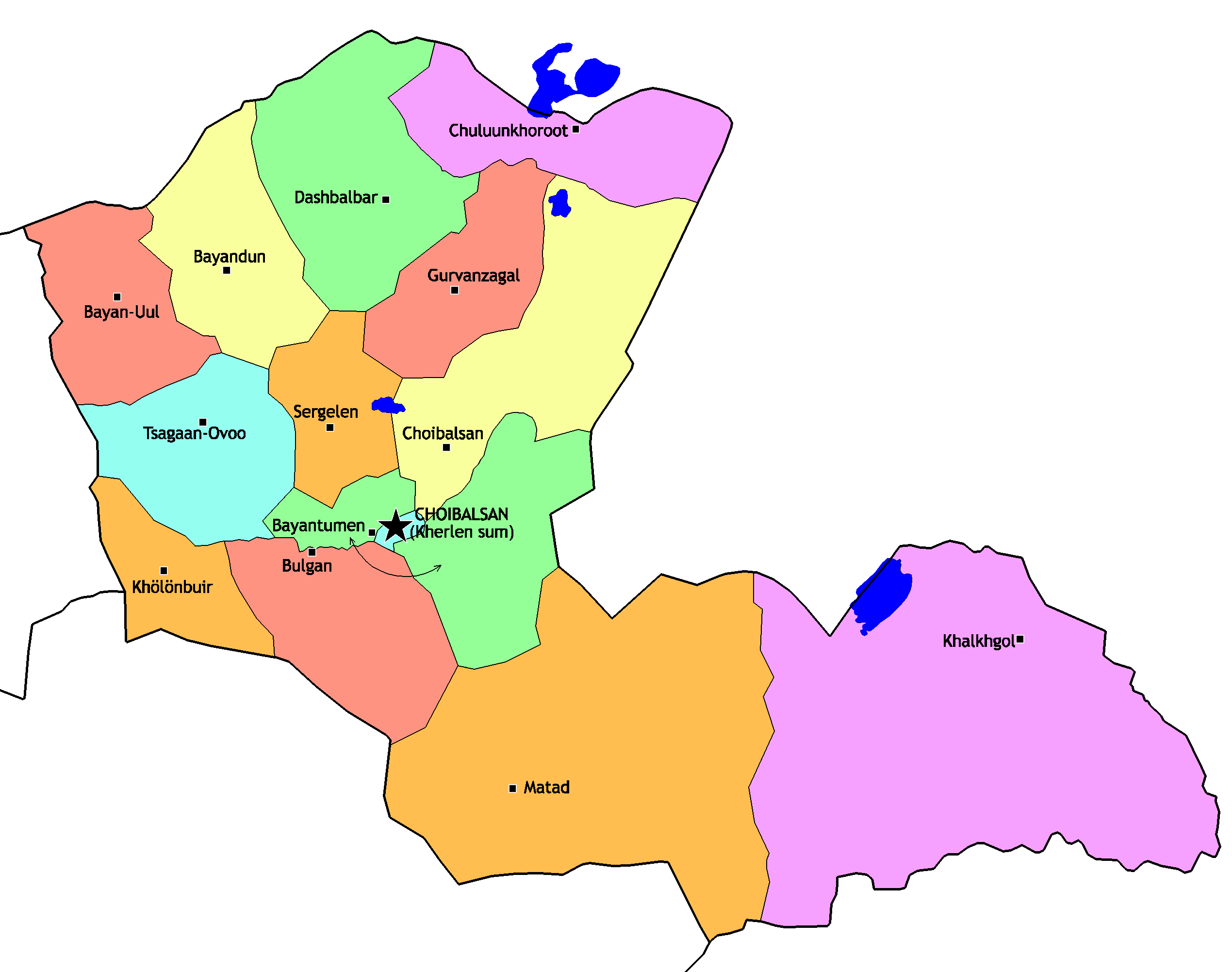
Sums de Dornod

| - Bayan-Uul - Bayandun - Bayantümen - Bulgan - Choibalsan (sum) - Chulunkhoroot - Dashbalbar | - Gurvanzagal - Khalkhgol - Kherlen - Khölönbuir - Matad - Sergelen - Tsagaan-Ovoo |

## Dornogovi aimag

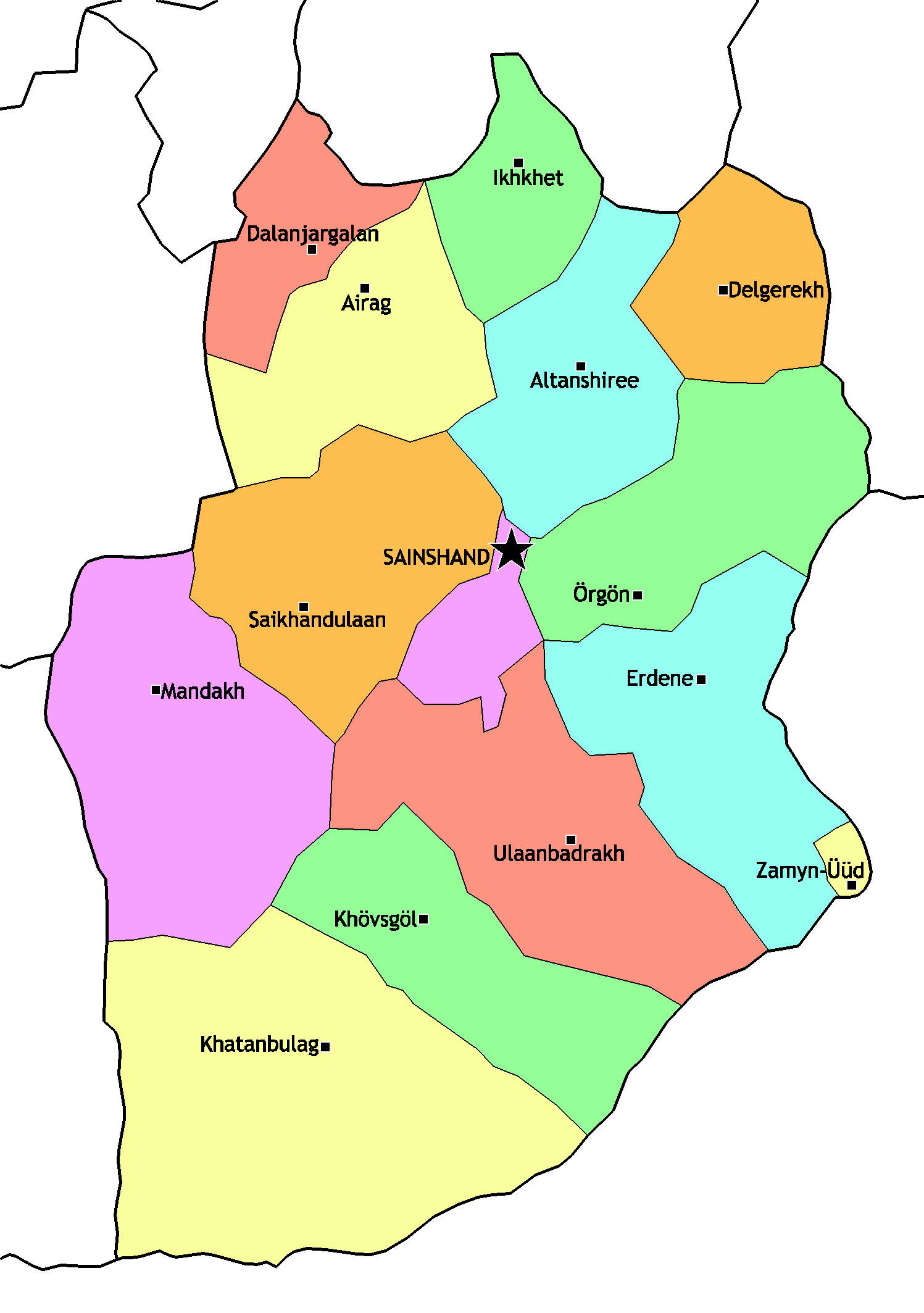
Sums de Dornogovi

| - Altanshiree - Airag - Dalanjargalan - Delgerekh - Erdene - Khatanbulag - Khövsgöl | - Ikhkhet - Mandakh - Örgön - Saikhandulaan - Sainshand - Ulaanbadrakh - Zamyn-Üüd |

## Dundgovi aimag

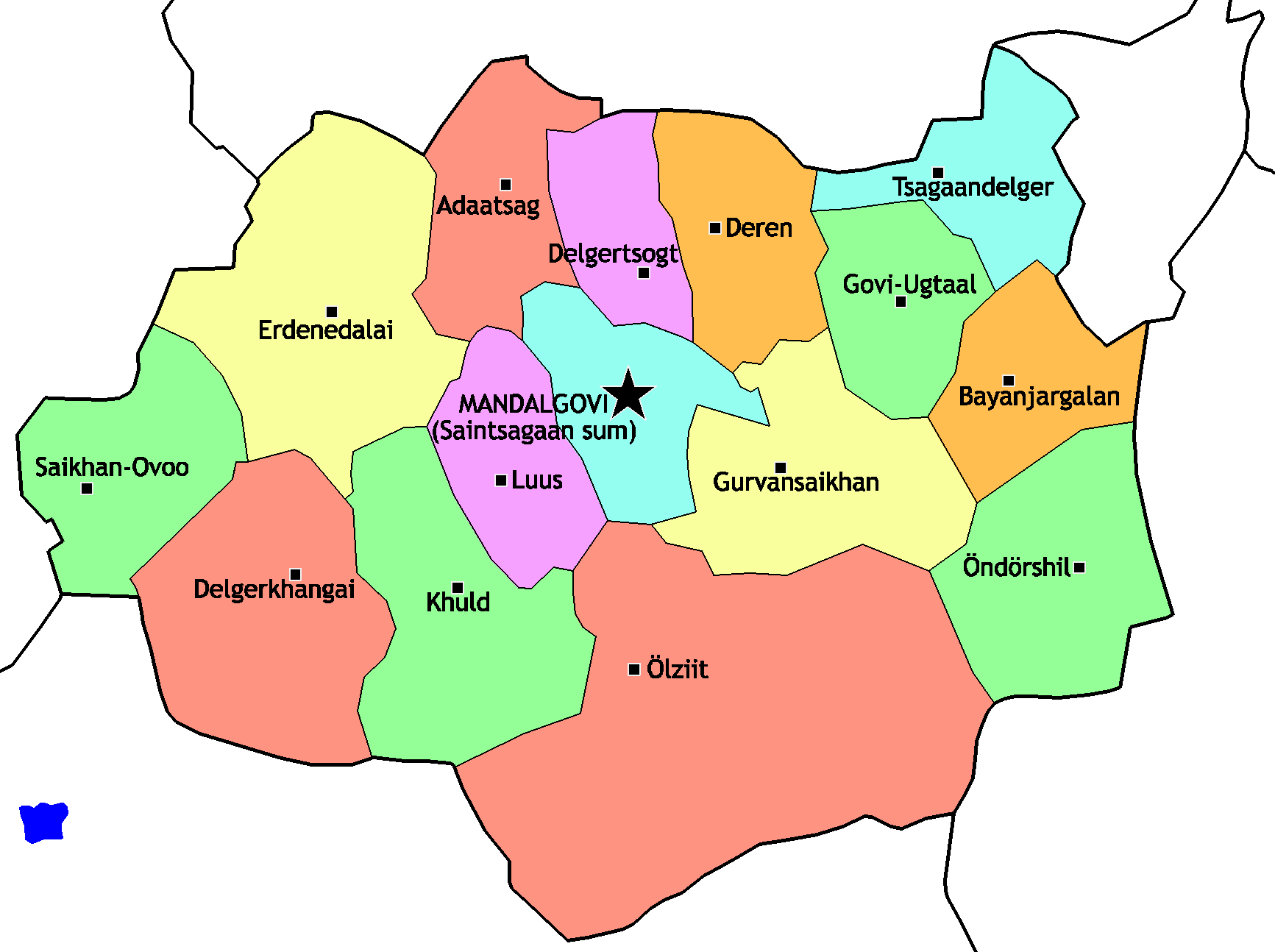
Sums de Dundgovi

| - Adaatsag - Bayanjargalan - Delgerkhangai - Delgertsogt - Deren - Erdenedalai - Govi-Ugtaal - Gurvansaikhan | - Khuld - Luus - Ölziit - Öndörshil - Saikhan-Ovoo - Saintsagaan - Tsagaandelger |

## Govi-Altai aimag

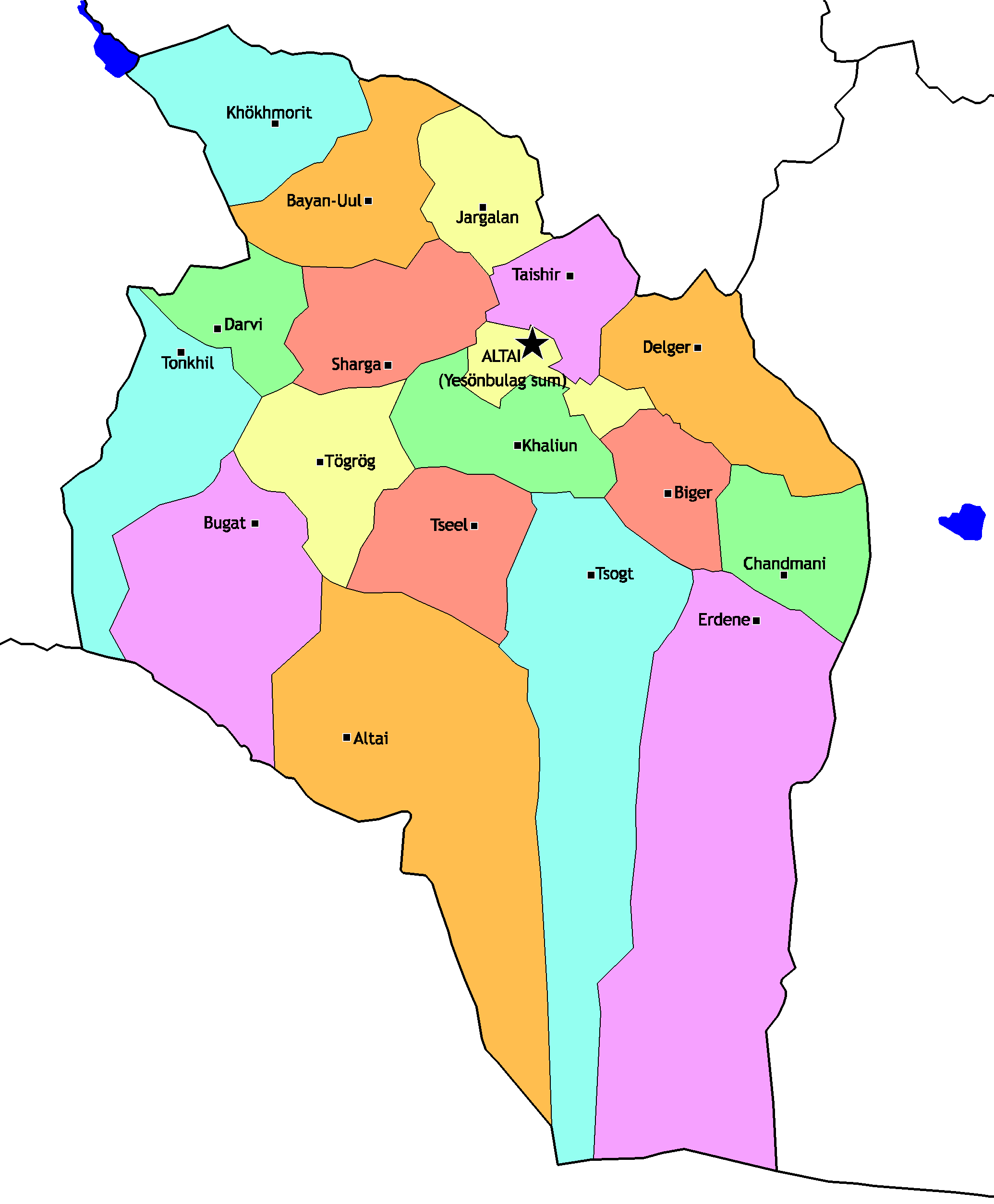
Sums de Govi-Altai

| - Altai - Bayan-Uul - Biger - Bugat - Chandmani - Darvi - Delger - Erdene - Khaliun | - Khökh morit - Jargalan - Sharga - Taishir - Tögrög - Tonkhil - Tseel - Tsogt - Yesönbulag |

## Govisümber aimag

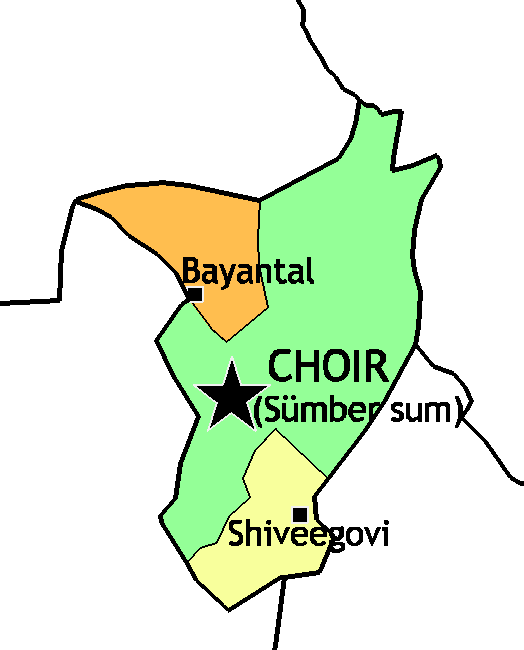
Sums de Govisümber

- Bayantal
- Shiveegovi
- Sümber

## Hentii aimag

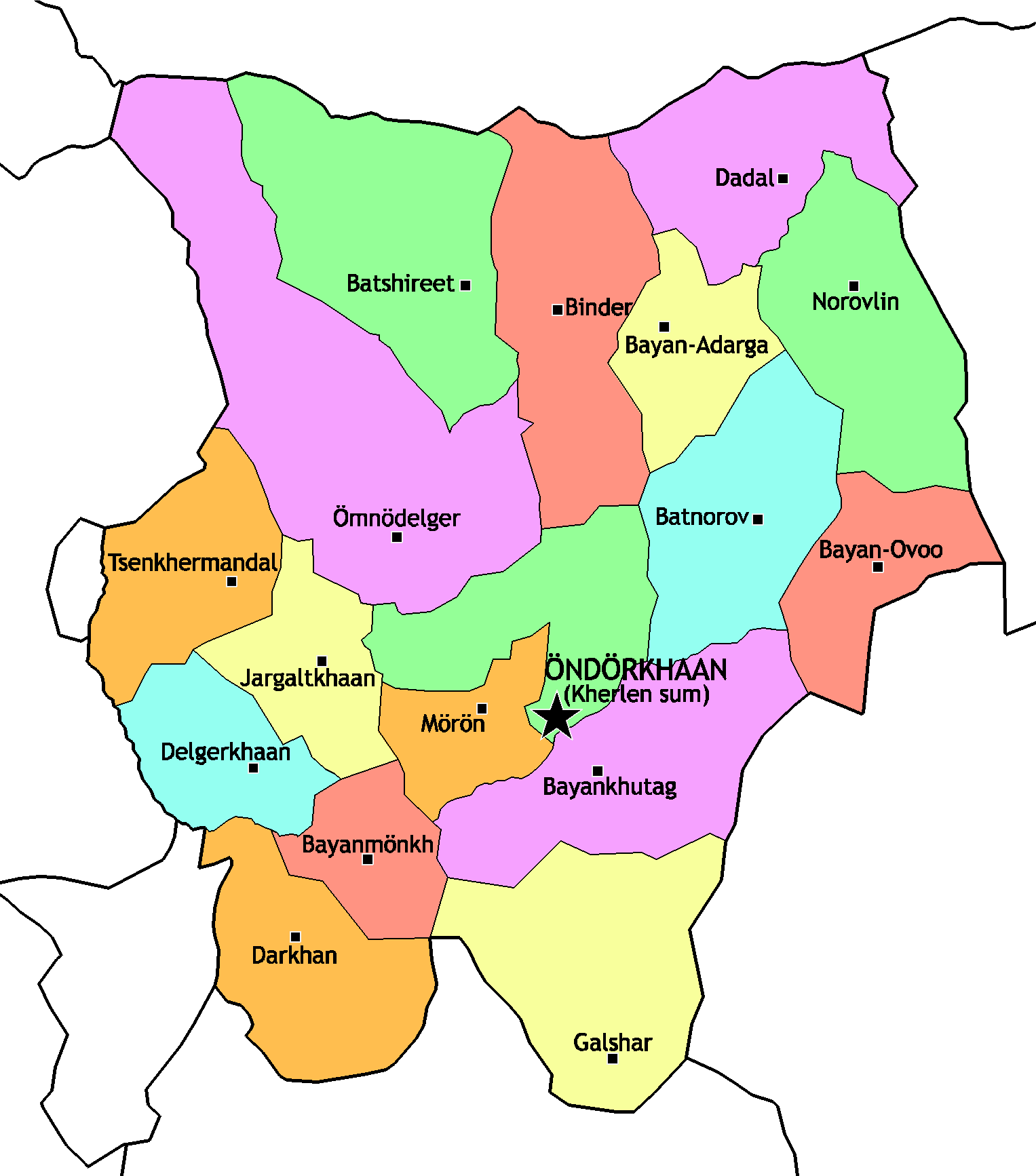
Sums de Khentii

| - Batnorov - Batshireet - Bayan-Adarga - Bayankhutag - Bayanmönkh - Bayan-Ovoo - Binder - Dadal | - Darkhan - Delgerkhaan - Galshar - Kherlen - Jargaltkhaan - Mörön - Norovlin - Ömöndelger - Tsenkhermandal |

## Hovd aimag

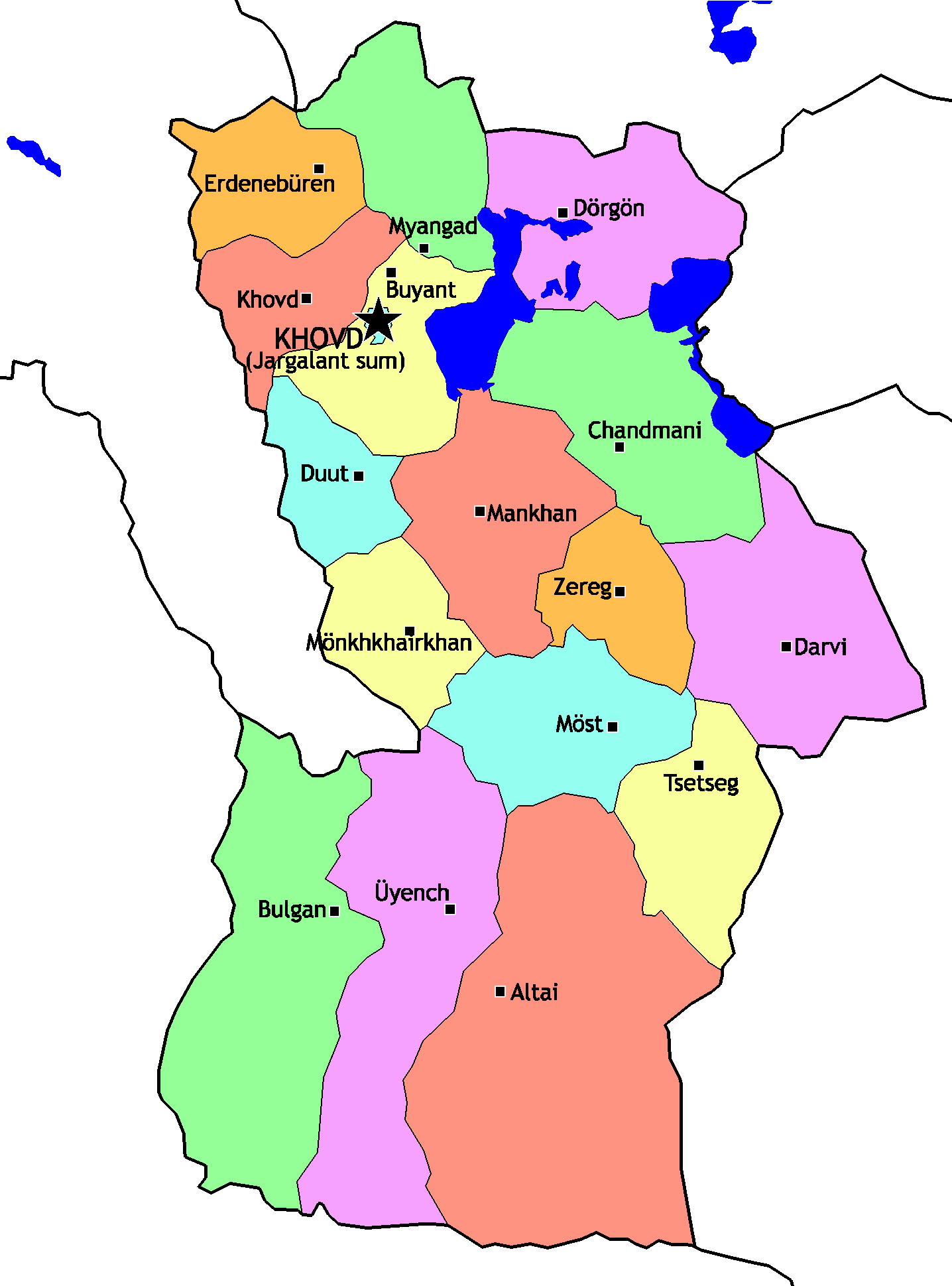
Sums de Khovd

| - Altai - Bulgan - Buyant - Chandmani - Darvi - Dörgön - Duut - Erdenebüren - Jargalant (Khovd) | - Hovd - Mankhan - Mönkhkhairkhan - Möst - Myangad - Tsetseg - Üyench - Zereg |

## Khövsgöl aimag

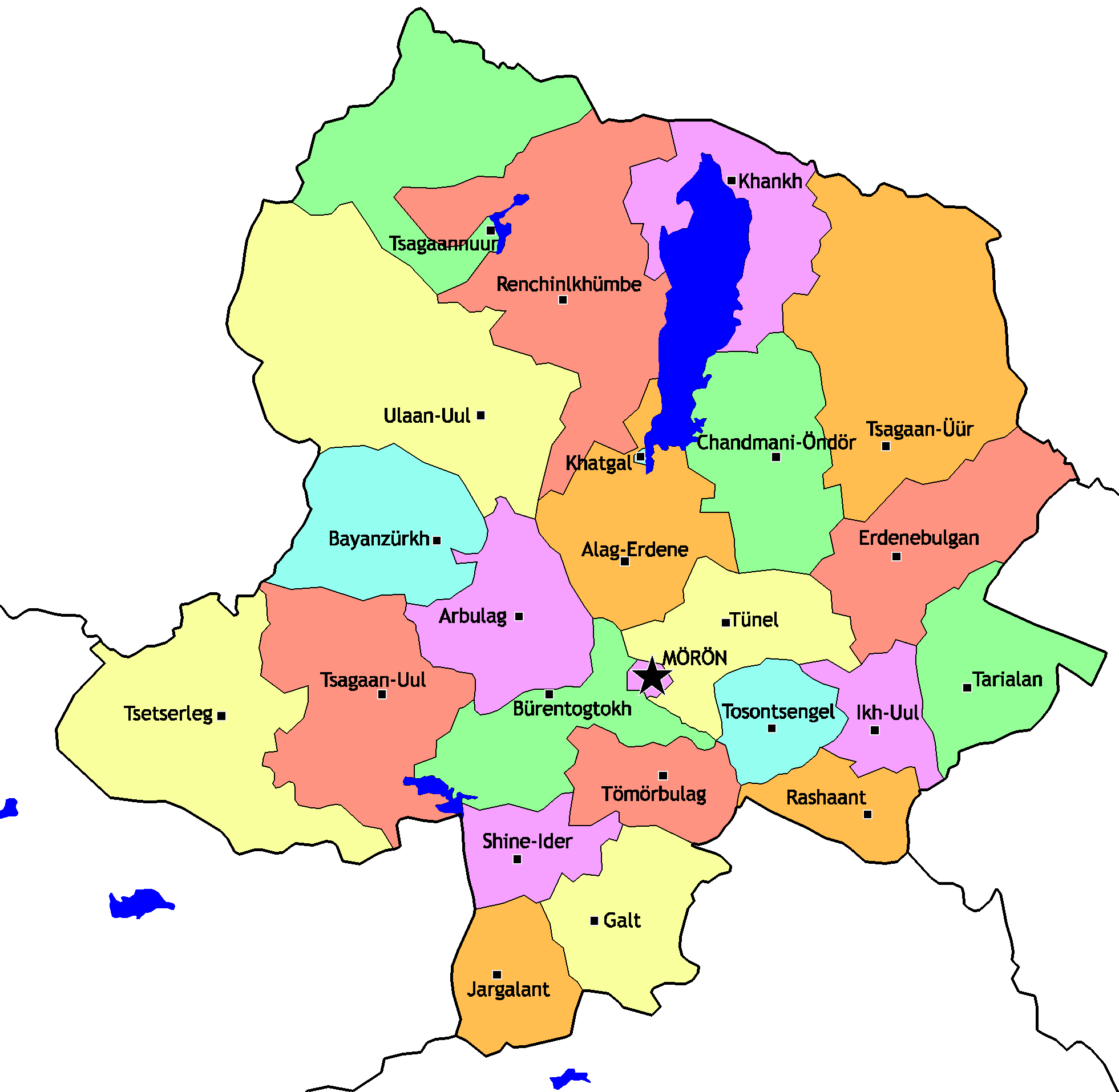
Sums de Khövsgöl

| - Alag-Erdene - Arbulag - Bayanzürkh - Bürentogtokh - Chandmani-Öndör - Erdenebulgan - Galt - Khankh - Khatgal - Ikh-Uul - Jargalant - Mörön | - Rashaant - Renchinlkhümbe - Shine-Ider - Tarialan - Tömörbulag - Tosontsengel - Tsagaan-Uul - Tsagaannuur - Tsagaan-Üür - Tsetserleg - Tünel - Ulaan-Uul |

## Ömnögovi aimag

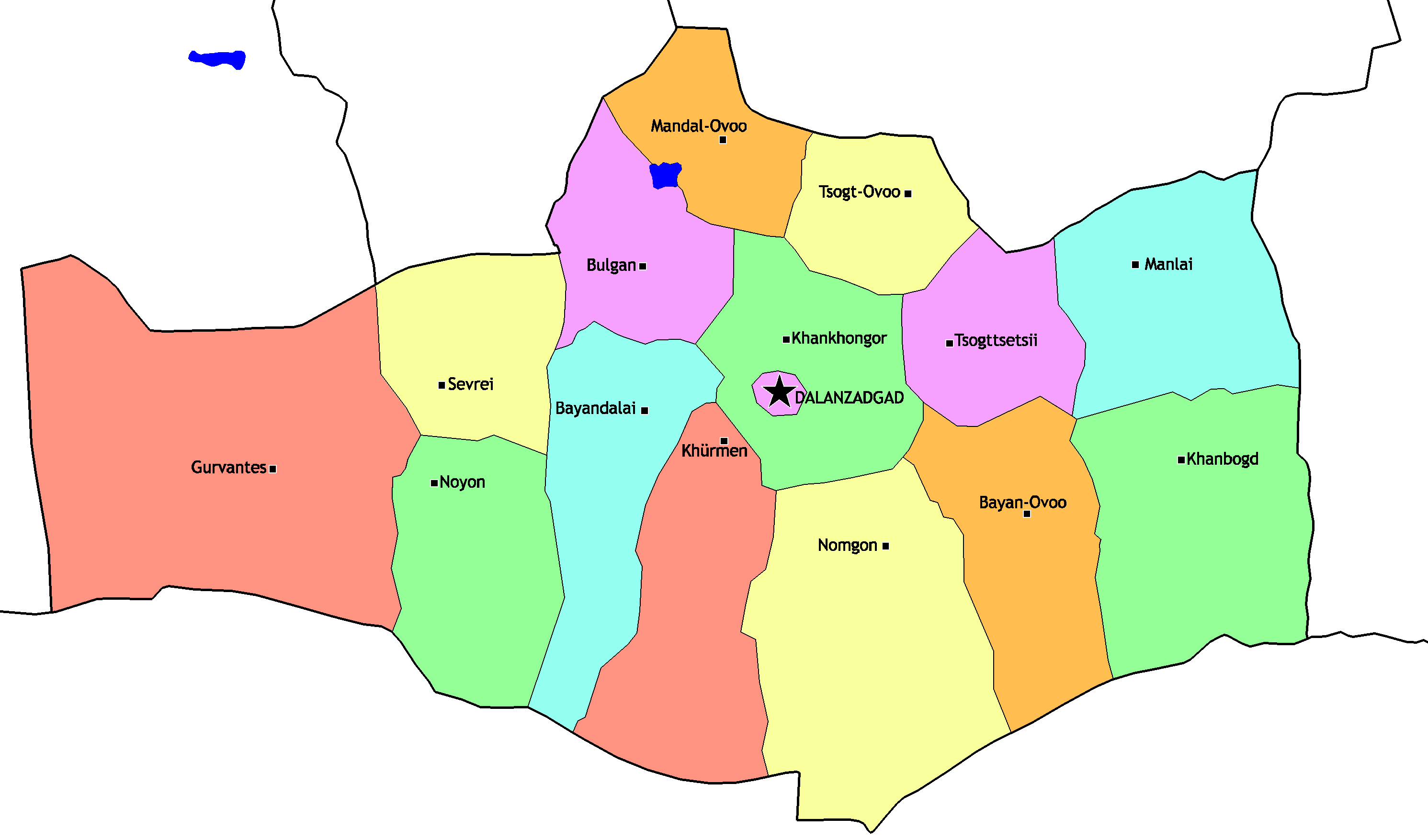
Sums de Ömnögovi

| - Bayan-Ovoo - Bayandalai - Bulgan - Dalanzadgad - Gurvan tes - Khanbogd - Khan khongor | - Khürmen - Mandal-Ovoo - Manlai - Nomgon - Noyon - Sevrei - Tsogt-Ovoo - Tsogttsetsii |

## Orkhon aimag

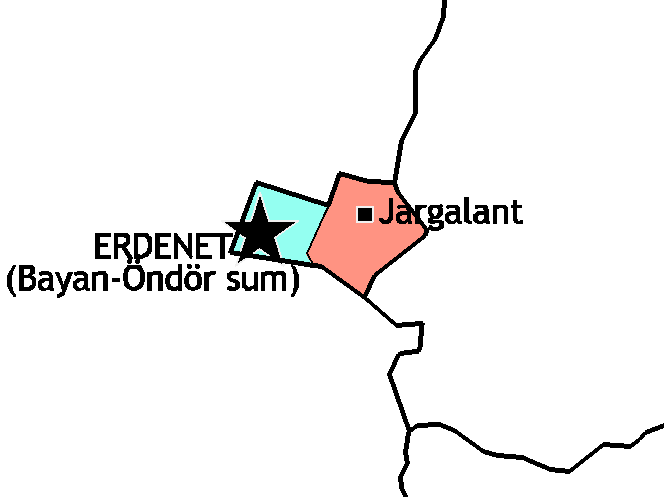
Sums de Orkhon

- Bayan-Öndör
- Jargalant

## Övörkhangai aimag

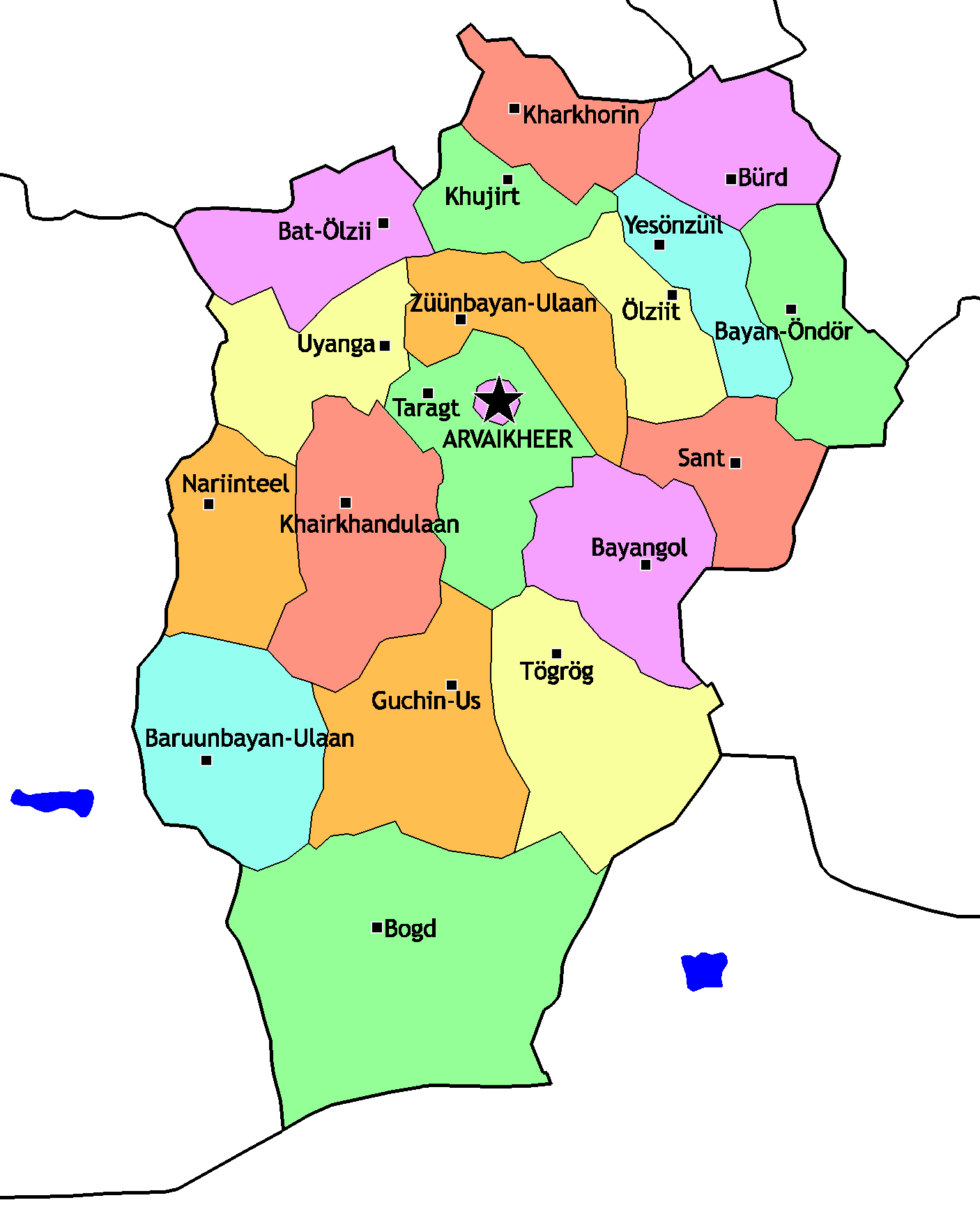
Sums de Övörkhangai

| - Arvaikheer - Baruun Bayan-Ulaan - Bat-Ölzii - Bayan-Öndör - Bayangol - Bogd - Bürd - Guchin-Us - Kharkhorin - Khairkhandulaan | - Khujirt - Nariinteel - Ölziit - Sant - Taragt - Tögrög - Uyanga - Yesönzüil - Züünbayan-Ulaan |

## Selenge aimag

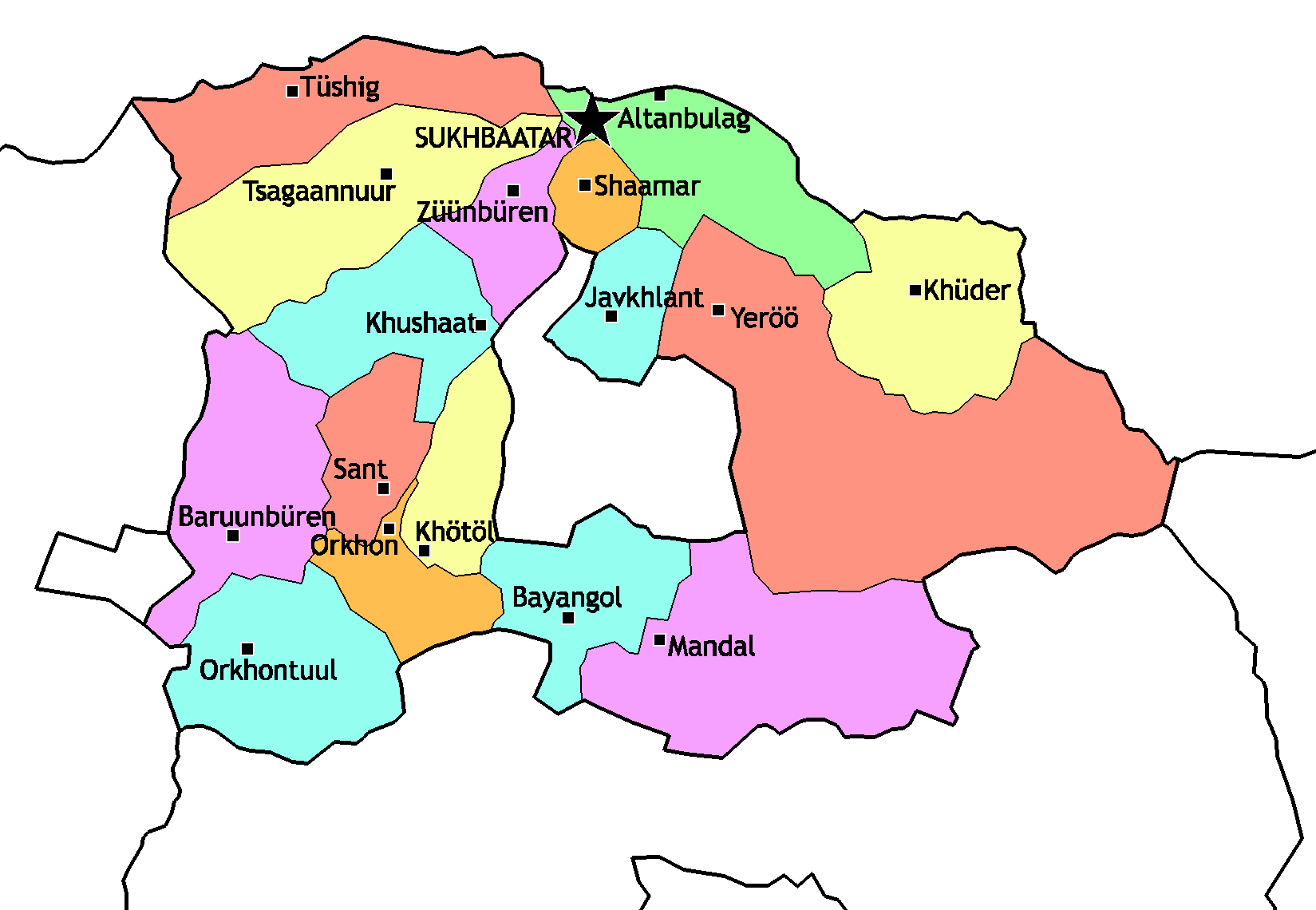
Sums de Selenge

| - Altanbulag - Baruunbüren - Bayangol - Javkhlant - Khüder - Khushaat - Mandal - Orkhon - Orkhontuul | - Sant - Saikhan - Shaamar - Sükhbaatar - Tsagaannuur - Tüshig - Yeröö - Züünbüren |

## Sükhbaatar aimag

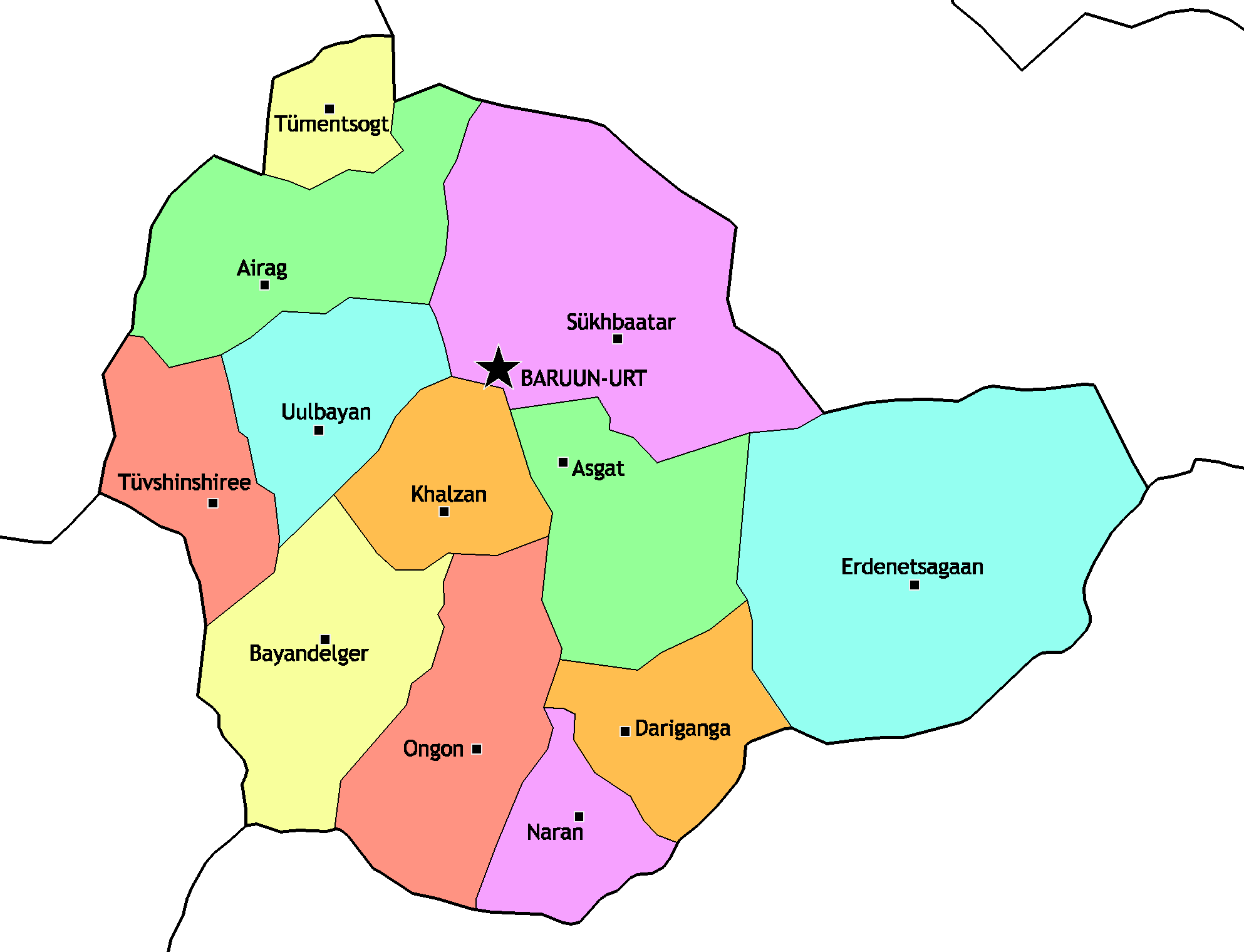
Sums de Sükhbaatar

| - Asgat - Baruun-Urt - Bayandelger - Dariganga - Erdenetsagaan - Khalzan - Mönkhkhaan | - Naran - Ongon - Sükhbaatar - Tüvshinshiree - Tümentsogt - Uulbayan |

## Töv aimag

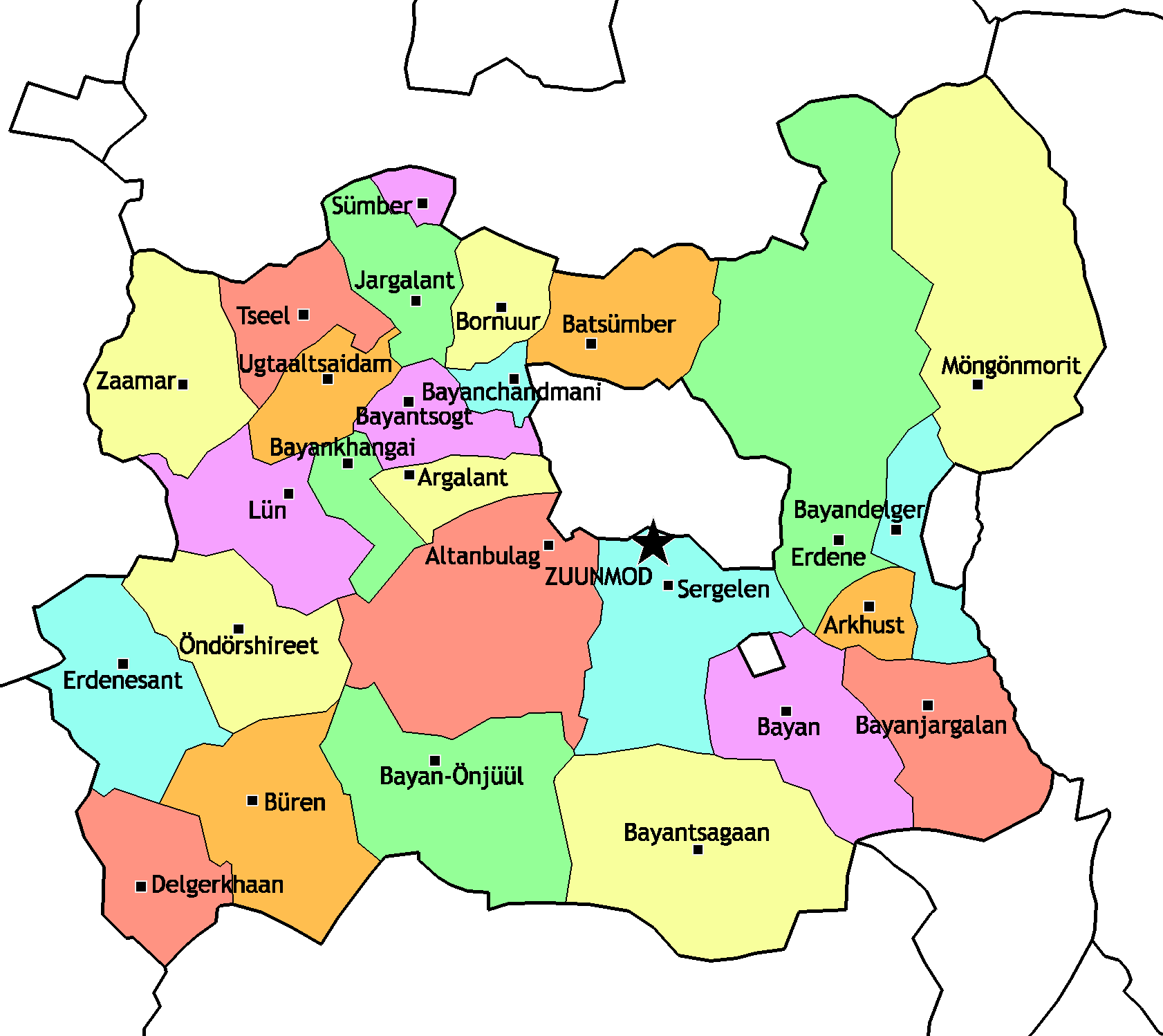
Sums de Töv

| - Altanbulag - Argalant - Arkhust - Batsümber - Bayan - Bayan-Önjüül - Bayanchandmani - Bayandelger - Bayanjargalan - Bayankhangai - Bayantsagaan - Bayantsogt - Bornuur - Büren | - Delgerkhaan - Erdene - Erdenesant - Jargalant - Lün - Möngönmort - Öndörshireet - Sergelen - Sümber - Tseel - Ugtaal - Zaamar - Zuunmod |

## Uvs aimag

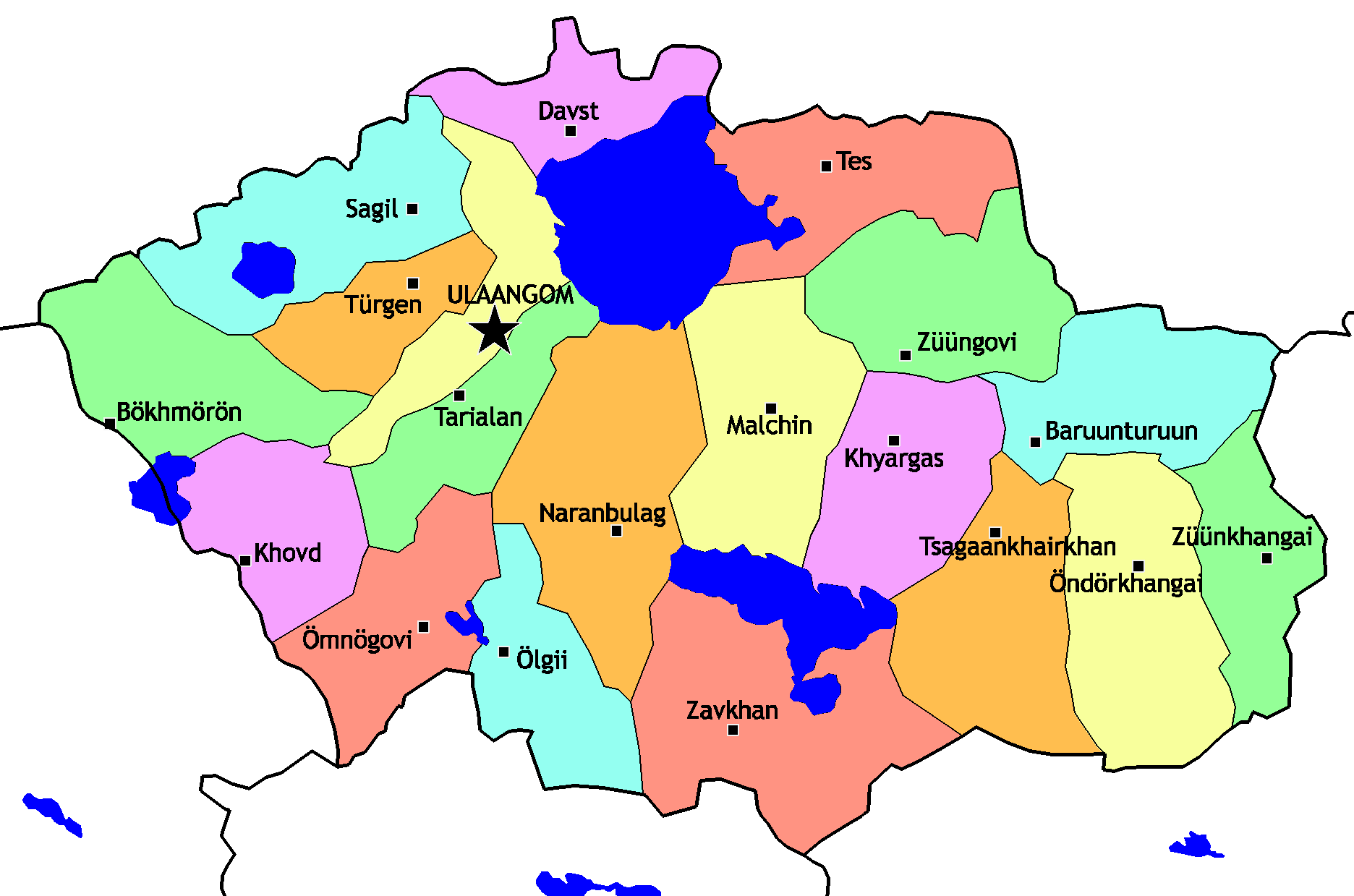
Sums de Uvs

| - Barum Turum - Böhmörön - Davst - Hovd - Hyargas - Malchin - Naranbulag - Ölgiy - Ömnögovi - Öndörhangay | - Sagil - Tarialan - Tes - Tsagaankhairkhan - Türgen - Ulaangom - Zavhan - Züüngovi - Züünhangay |

## Zavkhan aimag

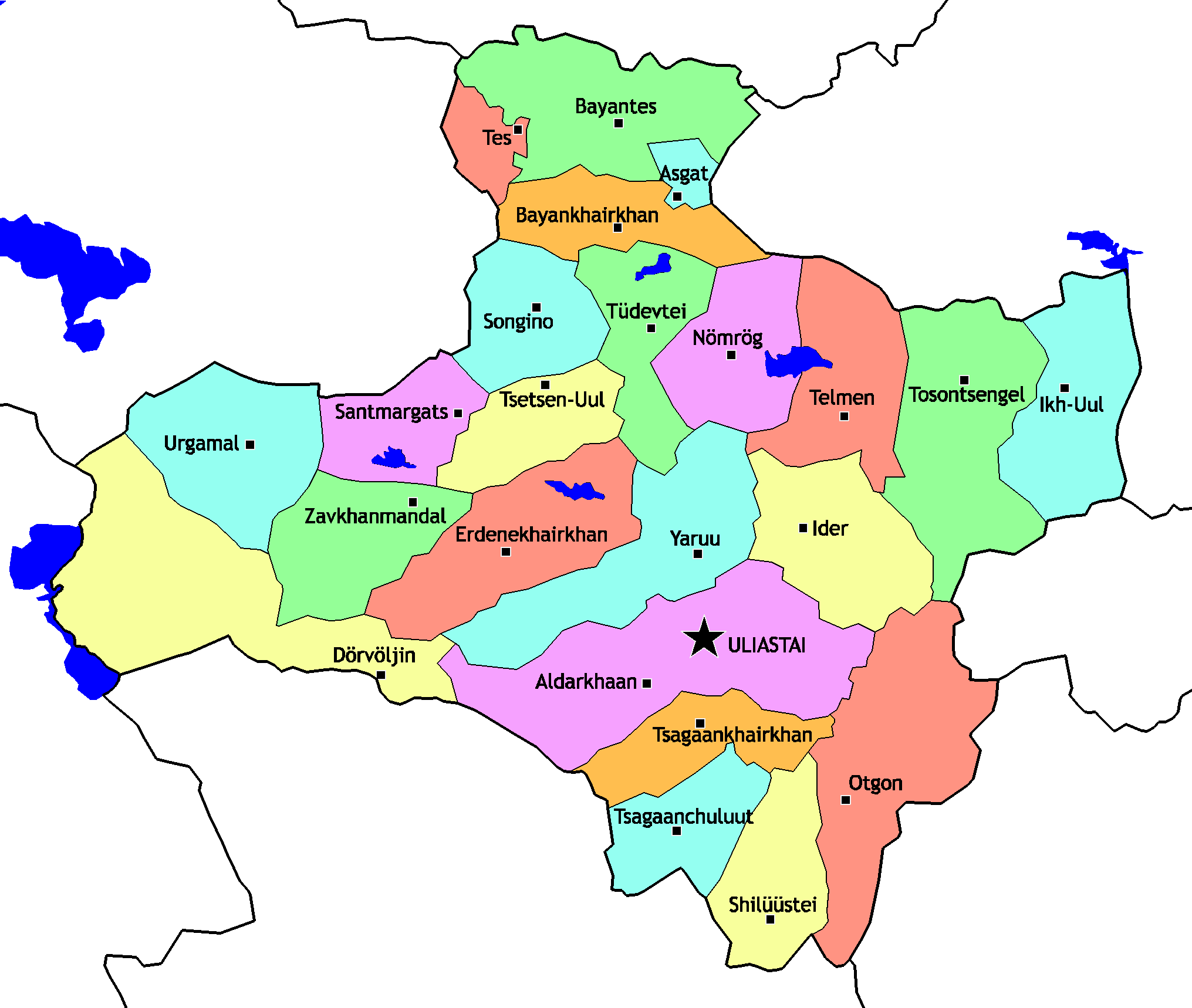
Sums de Zavkhan

| - Aldarkhaan - Asgat - Bayankhairkhan - Bayantes - Dörvöljin - Erdenekhairkhan - Ider - Ikh-Uul - Nömrög - Otgon - Santmargats - Shilüüstei | - Songino - Telmen - Tes - Tosontsengel - Tsagaanchuluut - Tsagaankhairkhan - Tsetsen-Uul - Tüdevtei - Uliastai - Urgamal - Yaruu - Zavkhanmandal |